# Tomasz Kaczmarek (duchowny)
Tomasz Kaczmarek (ur. 5 stycznia 1950 w Sobótce) – polski duchowny rzymskokatolicki, teolog, doktor habilitowany nauk teologicznych, wykładowca Wyższego Seminarium Duchownego we Włocławku, postulator procesów beatyfikacyjnych.

## Życiorys
Lata młodości spędził w Dąbiu, gdzie ukończył szkołę podstawową. W latach 1964–1968 uczył się w Liceum Ogólnokształcącym im. Kazimierza Wielkiego w Kole. Następnie w latach 1968–1974 odbył studia filozoficzno-teologiczne w Wyższym Seminarium Duchownym we Włocławku. 15 czerwca 1974 przyjął święcenia kapłańskie z rąk biskupa włocławskiego Jana Zaręby. W latach 1977–1983 studiował w Instytucie  Patrystycznym „Augustinianum” Papieskiego Uniwersytetu Laterańskiego w Rzymie, a w latach 1981–1982 także w Papieskim Instytucie Archeologii Chrześcijańskiej w Rzymie.
Do 1977 pracował jako wikariusz w parafiach diecezji włocławskiej. W latach 1983–1989 był kapelanem biskupów: Jana Zaręby i Henryka Muszyńskiego. W 1983 został wykładowcą patrologii i języka łacińskiego w Wyższym Seminarium Duchownym we Włocławku. Był postulatorem procesów beatyfikacyjnych błogosławionych 108 męczenników II wojny światowej i Jerzego Popiełuszki. Został również prowadzącym proces sługi Bożego biskupa włocławskiego Wojciecha Owczarka.
W 1994 otrzymał godność kapelana Jego Świątobliwości, a w 2010 prałatem honorowym Jego Świątobliwości.
W 2017 „Tygodnik Powszechny” ogłosił informację, że ks. Tomasz Kaczmarek był tajnym współpracownikiem Służby Bezpieczeństwa.